# Puchar Świata w short tracku 2013/2014
Puchar Świata w short tracku 2013/2014 jest to 17. edycja zawodów w short tracku. Zawodnicy podczas tego sezonu wystąpili w czterech zawodach tego cyklu rozgrywek z czego dwa z nich były kwalifikacjami do Zimowych Igrzysk Olimpijskich. Rywalizacja rozpoczęła się w Szanghaju 28 września 2013 roku, a zakończyła w Kołomnej 17 listopada 2013 roku.

## Kalendarz Pucharu Świata

### Mężczyźni
| Lp.                                    | Miejscowość | Data                | Konkurencja           | 1 miejsce          | 2 miejsce          | 3 miejsce          |
| -------------------------------------- | ----------- | ------------------- | --------------------- | ------------------ | ------------------ | ------------------ |
| 1. PŚ                                  | Szanghaj    | 28 września 2013    | 500 metrów            | Charles Hamelin    | Władimir Grigorjew | Eduardo Alvarez    |
| 1. PŚ                                  | Szanghaj    | 29 września 2013    | 1000 metrów           | Charles Hamelin    | Niels Kerstholt    | Lee Han-bin        |
| 1. PŚ                                  | Szanghaj    | 28 września 2013    | 1500 metrów           | Noh Jin-kyu        | Charles Hamelin    | Wiktor Ahn         |
| 1. PŚ                                  | Szanghaj    | 29 września 2013    | 5000 metrów drużynowo | Stany Zjednoczone  | Korea Południowa   | Kanada             |
| 2. PŚ                                  | Seul        | 5 października 2013 | 500 metrów            | Wiktor Ahn         | Wu Dajing          | Park Se-yeong      |
| 2. PŚ                                  | Seul        | 6 października 2013 | 1000 metrów           | Wu Dajing          | Wiktor Ahn         | Park Se-yeong      |
| 2. PŚ                                  | Seul        | 5 października 2013 | 1500 metrów           | Charles Hamelin    | Lee Han-bin        | Wiktor Ahn         |
| 2. PŚ                                  | Seul        | 6 października 2013 | 5000 metrów drużynowo | Kanada             | Stany Zjednoczone  | Wielka Brytania    |
| 3. PŚ                                  | Turyn       | 9 listopada 2013    | 500 metrów            | Charles Hamelin    | Wiktor Ahn         | Olivier Jean       |
| 3. PŚ                                  | Turyn       | 10 listopada 2013   | 1000 metrów           | Charles Hamelin    | Wiktor Ahn         | Władimir Grigorjew |
| 3. PŚ                                  | Turyn       | 9 listopada 2013    | 1500 metrów           | Lee Han-bin        | John-Henry Krueger | Sjinkie Knegt      |
| 3. PŚ                                  | Turyn       | 10 listopada 2013   | 5000 metrów drużynowo | Kanada             | Rosja              | Holandia           |
| 4. PŚ                                  | Kołomna     | 16 listopada 2013   | 500 metrów            | Wiktor Ahn         | Władimir Grigorjew | Wu Dajing          |
| 4. PŚ                                  | Kołomna     | 17 listopada 2013   | 1000 metrów           | Charles Hamelin    | Thibaut Fauconnet  | John Robert Celski |
| 4. PŚ                                  | Kołomna     | 16 listopada 2013   | 1500 metrów           | John Robert Celski | Wiktor Ahn         | Thibaut Fauconnet  |
| 4. PŚ                                  | Kołomna     | 17 listopada 2013   | 5000 metrów drużynowo | Stany Zjednoczone  | Rosja              | Korea Południowa   |
| 18. Mistrzostwa Europy 2014 – Drezno   |             |                     |                       |                    |                    |                    |
| 39. Mistrzostwa Świata 2014 – Montreal |             |                     |                       |                    |                    |                    |

#### Klasyfikacje
| Lp. | Zawodnik           | Punkty |
| --- | ------------------ | ------ |
| 1.  | Wiktor Ahn         | 28000  |
| 2.  | Charles Hamelin    | 21678  |
| 3.  | Władimir Grigorjew | 21120  |
| 4.  | Wu Dajing          | 14424  |
| 5.  | Olivier Jean       | 11532  |
| 6.  | Park Se-yeong      | 11355  |
| 7.  | Freek Van Der Wart | 9994   |
| 8.  | Wenhao Liang       | 8395   |
| 9.  | Eduardo Alvarez    | 7306   |
| 10. | Charle Cournoyer   | 6972   |

| Lp. | Zawodnik           | Punkty |
| --- | ------------------ | ------ |
| 1.  | Charles Hamelin    | 30000  |
| 2.  | Wiktor Ahn         | 16859  |
| 3.  | Niels Kerstholt    | 12099  |
| 4.  | Wu Dajing          | 11299  |
| 5.  | Han Tianyu         | 10494  |
| 6.  | Olivier Jean       | 10420  |
| 7.  | John Robert Celski | 10095  |
| 8.  | Lee Han-bin        | 9839   |
| 9.  | Park Se-yeong      | 9678   |
| 10. | Władimir Grigorjew | 9152   |

| Lp. | Zawodnik           | Punkty |
| --- | ------------------ | ------ |
| 1.  | Charles Hamelin    | 22096  |
| 2.  | Lee Han-bin        | 21277  |
| 3.  | Wiktor Ahn         | 20800  |
| 4.  | Noh Jin-kyu        | 14619  |
| 5.  | Sjinkie Knegt      | 11520  |
| 6.  | François Hamelin   | 10894  |
| 7.  | John Robert Celski | 10016  |
| 8.  | Sin Da-woon        | 9175   |
| 9.  | John-Henry Krueger | 8859   |
| 10. | Thibaut Fauconnet  | 8497   |

| Lp. | Zawodnik          | Punkty |
| --- | ----------------- | ------ |
| 1.  | Stany Zjednoczone | 28000  |
| 2.  | Kanada            | 26400  |
| 3.  | Rosja             | 21120  |
| 4.  | Korea Południowa  | 18496  |
| 5.  | Holandia          | 14797  |
| 6.  | Chiny             | 10494  |
| 7.  | Włochy            | 10362  |
| 8.  | Wielka Brytania   | 9839   |
| 9.  | Francja           | 6060   |
| 10. | Węgry             | 5037   |

|  |

### Kobiety
| Lp.                                    | Miejscowość | Data                | Konkurencja           | 1 miejsce        | 2 miejsce        | 3 miejsce          |
| -------------------------------------- | ----------- | ------------------- | --------------------- | ---------------- | ---------------- | ------------------ |
| 1. PŚ                                  | Szanghaj    | 28 września 2013    | 500 metrów            | Fan Kexin        | Park Seung-hi    | Marianne St-Gelais |
| 1. PŚ                                  | Szanghaj    | 29 września 2013    | 1000 metrów           | Shim Suk-hee     | Kim A-lang       | Li Jianrou         |
| 1. PŚ                                  | Szanghaj    | 28 września 2013    | 1500 metrów           | Shim Suk-hee     | Kim A-lang       | Jorien ter Mors    |
| 1. PŚ                                  | Szanghaj    | 29 września 2013    | 3000 metrów drużynowo | Korea Południowa | Chiny            | Włochy             |
| 2. PŚ                                  | Seul        | 5 października 2013 | 500 metrów            | Wang Meng        | Fan Kexin        | Arianna Fontana    |
| 2. PŚ                                  | Seul        | 6 października 2013 | 1000 metrów           | Shim Suk-hee     | Park Seung-hi    | Kim A-lang         |
| 2. PŚ                                  | Seul        | 5 października 2013 | 1500 metrów           | Kim A-lang       | Shim Suk-hee     | Valérie Maltais    |
| 2. PŚ                                  | Seul        | 6 października 2013 | 3000 metrów drużynowo | Korea Południowa | Chiny            | Kanada             |
| 3. PŚ                                  | Turyn       | 9 listopada 2013    | 500 metrów            | Wang Meng        | Arianna Fontana  | Fan Kexin          |
| 3. PŚ                                  | Turyn       | 10 listopada 2013   | 1000 metrów           | Shim Suk-hee     | Kim A-lang       | Park Seung-hi      |
| 3. PŚ                                  | Turyn       | 9 listopada 2013    | 1500 metrów           | Shim Suk-hee     | Park Seung-hi    | Zhou Yang          |
| 3. PŚ                                  | Turyn       | 10 listopada 2013   | 3000 metrów drużynowo | Korea Południowa | Chiny            | Włochy             |
| 4. PŚ                                  | Kołomna     | 16 listopada 2013   | 500 metrów            | Wang Meng        | Fan Kexin        | Shim Suk-hee       |
| 4. PŚ                                  | Kołomna     | 17 listopada 2013   | 1000 metrów           | Arianna Fontana  | Kim A-lang       | Elise Christie     |
| 4. PŚ                                  | Kołomna     | 16 listopada 2013   | 1500 metrów           | Shim Suk-hee     | Valérie Maltais  | Zhou Yang          |
| 4. PŚ                                  | Kołomna     | 17 listopada 2013   | 3000 metrów drużynowo | Chiny            | Korea Południowa | Włochy             |
| 18. Mistrzostwa Europy 2014 – Drezno   |             |                     |                       |                  |                  |                    |
| 39. Mistrzostwa Świata 2014 – Montreal |             |                     |                       |                  |                  |                    |

#### Klasyfikacje
| Lp. | Zawodnik           | Punkty |
| --- | ------------------ | ------ |
| 1.  | Wang Meng          | 30000  |
| 2.  | Fan Kexin          | 24000  |
| 3.  | Arianna Fontana    | 17677  |
| 4.  | Park Seung-hi      | 13438  |
| 5.  | Shim Suk-hee       | 12594  |
| 6.  | Martina Valcepina  | 11313  |
| 7.  | Marianne St-Gelais | 10536  |
| 8.  | Liu Qiuhong        | 9994   |
| 9.  | Sofia Prosvirnova  | 8476   |
| 10. | Tatiana Borodulina | 7339   |

| Lp. | Zawodnik           | Punkty |
| --- | ------------------ | ------ |
| 1.  | Shim Suk-hee       | 30000  |
| 2.  | Kim A-lang         | 24000  |
| 3.  | Arianna Fontana    | 19216  |
| 4.  | Park Seung-hi      | 16497  |
| 5.  | Li Jianrou         | 13198  |
| 6.  | Elise Christie     | 12593  |
| 7.  | Valérie Maltais    | 8678   |
| 8.  | Jorien ter Mors    | 8022   |
| 9.  | Marianne St-Gelais | 7923   |
| 10. | Wang Meng          | 6396   |

| Lp. | Zawodnik         | Punkty |
| --- | ---------------- | ------ |
| 1.  | Shim Suk-hee     | 30000  |
| 2.  | Alang Kim        | 19342  |
| 3.  | Zhou Yang        | 16896  |
| 4.  | Valérie Maltais  | 16078  |
| 5.  | Park Seung-hi    | 12955  |
| 6.  | Arianna Fontana  | 12861  |
| 7.  | Jorien ter Mors  | 9880   |
| 8.  | Bernadett Heidum | 9419   |
| 9.  | Jessica Hewitt   | 7052   |
| 10. | Li Jianrou       | 6633   |

| Lp. | Państwo           | Punkty |
| --- | ----------------- | ------ |
| 1.  | Korea Południowa  | 30000  |
| 2.  | Chiny             | 26000  |
| 3.  | Włochy            | 19200  |
| 4.  | Kanada            | 16640  |
| 5.  | Rosja             | 10289  |
| 6.  | Holandia          | 10289  |
| 7.  | Japonia           | 9175   |
| 8.  | Stany Zjednoczone | 7995   |
| 9.  | Węgry             | 7240   |
| 10. | Wielka Brytania   | 4698   |

|  |

## Wyniki Polaków

### Kobiety
| Konkurencja          | Miejsce | Zawodnik              |     | Korea Południowa | Włochy | Rosja | Punkty |
| 500 metrów           | 17.     | Patrycja Maliszewska  | 550 | 1074             | 859    | 38    | 2483   |
| 500 metrów           | 41.     | Aida Bella            | 9   | 24               | 1      | 14    | 47     |
| 500 metrów           | 45.     | Natalia Maliszewska   | 19  | –                | 6      | 2     | 27     |
| 1000 metrów          | 37.     | Paula Bzura           | –   | –                | 47     | 30    | 77     |
| 1000 metrów          | 44.     | Patrycja Maliszewska  | 1   | 19               | 9      | 13    | 41     |
| 1000 metrów          | 51.     | Aida Bella            | 19  | –                | –      | –     | 19     |
| 1000 metrów          | 55.     | Marta Wójcik          | 3   | –                | 1      | 7     | 11     |
| 1000 metrów          | 63.     | Natalia Maliszewska   | –   | 6                | –      | –     | 6      |
| 1500 metrów          | 49.     | Paula Bzura           | –   | –                | 7      | 8     | 15     |
| 1500 metrów          | 56.     | Marta Wójcik          | 3   | –                | 1      | 3     | 7      |
| 1500 metrów          | 58.     | Aida Bella            | –   | 4                | –      | 1     | 5      |
| 1500 metrów          | 60.     | Patrycja Maliszewska  | 4   | –                | –      | –     | 4      |
| 1500 metrów          | 71.     | Natalia Maliszewska   | 1   | 1                | –      | –     | 2      |
| 1500 metrów          | 74.     | Barbara Kobylakiewicz | –   | 1                | –      | –     | 1      |
| 3000 metrów sztafeta | 12.     | Polska                | 859 | 859              | 1074   | 1342  | 3275   |

### Mężczyźni
| Konkurencja          | Miejsce | Zawodnik            |   | Korea Południowa | Włochy | Rosja | Punkty |
| 500 metrów           | 52.     | Adam Filipowicz     | – | –                | 10     | 9     | 19     |
| 500 metrów           | 57.     | Sebastian Kłosiński | – | –                | 1      | 15    | 16     |
| 500 metrów           | 81.     | Dawid Rzemieniecki  | – | –                | 1      | 1     | 2      |
| 1000 metrów          | 56.     | Sebastian Kłosiński | – | –                | 7      | 7     | 14     |
| 1000 metrów          | 87.     | Adam Filipowicz     | – | –                | –      | 1     | 1      |
| 1000 metrów          | 94.     | Jakub Jaworski      | – | –                | 1      | –     | 1      |
| 1000 metrów          | 95.     | Szymon Wilczyk      | – | –                | 1      | –     | 1      |
| 1500 metrów          | 65.     | Dawid Rzemieniecki  | – | –                | 1      | 4     | 5      |
| 1500 metrów          | 67.     | Adam Filipowicz     | – | –                | 2      | 1     | 3      |
| 1500 metrów          | 78.     | Jakub Jaworski      | – | –                | 1      | 1     | 2      |
| 5000 metrów sztafeta | 16.     | Polska              | – | –                | 859    | 550   | 1409   |